# Saison 1995-1996 de l'USM Alger
Chronologie
Saison précédente Saison suivante
La saison 1995-1996 de l'USM Alger est la 18e saison du club en première division du championnat d'Algérie. Engagée en Division 1, en Coupe d'Algérie et en Coupe de la Ligue d'Algérie, l'USM Alger remporte à l'issue de la saison le titre de champion d'Algérie.

## Championnat d'Algérie
| Date              | J  | Adversaire      | Lieu | Résultat | Buteurs pour l'USMA                                 |
| 14 septembre 1995 | 1  | USM Blida       | Ext. | 2 - 1    | Salhi 19e                                           |
| 21 septembre 1995 | 2  | US Chaouia      | Dom. | 1 - 0    | Dziri 6e                                            |
| 28 septembre 1995 | 3  | ASM Oran        | Ext. | 0 - 2    | Hamici 27e (pen.), Rahim 67e                        |
| 5 octobre 1995    | 4  | JS Bordj Menail | Ext. | 0 - 1    | Rahim 90e                                           |
| 16 octobre 1995   | 5  | AS Aïn M'lila   | Dom. | 1 - 0    | Marsal 66e                                          |
| 28 octobre 1995   | 6  | CA Batna        | Ext. | 1 - 0    | -                                                   |
| 18 mars 1996      | 7  | MC Alger        | Dom. | 1 - 0    | Zekri 1re (25é seconde )                            |
| 15 février 1996   | 8  | WA Boufarik     | Ext. | 1 - 4    | Dziri ?, Rahim (3 buts) ?                           |
| 22 février 1996   | 9  | MC Oran         | Dom. | 1 - 0    | Ait belkacem 88e                                    |
| 26 février 1996   | 10 | USM Aïn Béïda   | Ext. | 4 - 2    | ?                                                   |
| 29 février 1996   | 11 | USM El Harrach  | Dom. | 0 - 0    | -                                                   |
| 14 mars 1996      | 12 | WA Tlemcen      | Ext. | 3 - 1    | Zekri 40e                                           |
| 25 avril 1996     | 13 | JS Kabylie      | Dom. | 1 - 0    | Dziri ?                                             |
| 28 mars 1996      | 14 | CR Belouizdad   | Ext. | 3 - 1    | Fouial 39e                                          |
| 4 avril 1996      | 15 | CS Constantine  | Dom. | 1 - 0    | Rahim 23e (pen.)                                    |
| 11 avril 1996     | 16 | USM Blida       | Dom. | 4 - 2    | Brakni , Zekri ?, Rahim ?                           |
| 18 avril 1996     | 17 | US Chaouia      | Ext. | 1 - 0    | -                                                   |
| 2 mai 1996        | 18 | ASM Oran        | Dom. | 2 - 1    | Rahim 25e (pen.), Mahdaoui 38e                      |
| 6 mai 1996        | 19 | JS Bordj Menail | Dom. | 1 - 0    | Zekri 14e                                           |
| 13 mai 1996       | 20 | AS Aïn M'lila   | Ext. | 0 - 0    | -                                                   |
| 20 mai 1996       | 21 | CA Batna        | Dom. | 1 - 0    | Khaouni 35e                                         |
| 20 juin 1996      | 22 | MC Alger        | Ext. | 1 - 0    | -                                                   |
| 1er juillet 1996  | 23 | WA Boufarik     | Dom. | 4 - 1    | Mahdaoui 8e, Zekri 28e, Dziri 85e, Ait belkacem 90e |
| 8 juillet 1996    | 24 | MC Oran         | Ext. | 1 - 0    |                                                     |
| 11 juillet 1996   | 25 | USM Aïn Béïda   | Dom. | 1 - 0    | Hamdoud 61e                                         |
| 18 juillet 1996   | 26 | USM El Harrach  | Ext. | 0 - 2    | Dziri 61e 64e                                       |
| 25 juillet 1996   | 27 | WA Tlemcen      | Dom. | 1 - 0    | Sloukia 72e                                         |
| 29 juillet 1996   | 28 | JS Kabylie      | Ext. | 1 - 1    | Hadj Adlane ?                                       |
| 1er août 1996     | 29 | CR Belouizdad   | Dom. | 2 - 1    | Mahdaoui 5e, Zekri 64e (pen.)                       |
| 5 août 1996       | 30 | CS Constantine  | Ext. | 1 - 2    | Dziri 3e 34e (pen.)                                 |

### Coupe d'Algérie
| Date          | Heure | Tour           | Adversaire  | Stade (ville)           | Résultat | Buteurs pour l'USMA     |
| 08 mars 1996  | 14h30 | 1/32 de finale | WA Boufarik | Stade Mohamed-Reggaz    | 2 - 1    | Sloukia 77e, Semati 85e |
| 08 avril 1996 | 14h00 | 1/16 de finale | MC Saida    | Stade des Frères Bracci | 1 - 0    |                         |

## Coupe de la Ligue d'Algérie
Le groupe A est l'un des deux groupes représentatifs de la région centre du pays. Il est composé de quatre équipes que sont :
L'USM Alger.
Le CR Belouizdad.
La JS Kabylie.
le WA Boufarik.
| Date                    | Heure | Tour            | Adversaire    | Stade (ville)               | Résultat | Buteurs pour l'USMA |
| 30 novembre 1995        | -     | groupe A Aller  | WA Boufarik   | Bologhine                   | 0 - 0    | -                   |
| 4 janvier 1996 (retard) | -     | groupe A Aller  | CR Belouizdad | 20 Août                     | 2 - 0    | -                   |
| 14 décembre 1995        | -     | groupe A Aller  | JS Kabylie    | Stade Omar Hamadi Bologhine | 1 - 0    | Dziri ?             |
| 21 décembre 1995        | -     | groupe A Retour | WA Boufarik   | Boufarik                    | 1 - 1    | -                   |
| 28 décembre 1995        | -     | groupe A Retour | CR Belouizdad | Bologhine                   | 0 - 3    | -                   |
| 4 janvier 1996          | -     | groupe A Retour | JS Kabylie    | -                           | -        | -                   |

## Statistiques

### Statistiques collectives
| Compétition       | Débute au tour             | Termine             | Matches joués | Gagnés | Nuls | Perdus | Buts pour | Buts contre | Différence |
| ----------------- | -------------------------- | ------------------- | ------------- | ------ | ---- | ------ | --------- | ----------- | ---------- |
| Division 1        | -                          | Vainqueur           | 30            | 19     | 3    | 8      | 39        | 24          | +15        |
| Coupe d'Algérie   | Trente-deuxièmes de finale | Seizièmes de finale | 2             | 1      | 0    | 1      | 2         | 2           | 0          |
| Coupe de la Ligue | Phase de poules            | Phase de poules     | 6             | 1      | 2    | 2      | 2         | 6           | -4         |
| Total             | -                          | -                   | 38            | 21     | 5    | 11     | 43        | 32          | +11        |